# Charanyca obsoleta
Charanyca obsoleta là một loài bướm đêm trong họ Noctuidae.